# Emmanuel Saint-Hilaire
Emmanuel Saint-Hilaire (ur. 5 grudnia 1952) – haitański lekkoatleta, olimpijczyk.
Uczestnik Letnich Igrzysk Olimpijskich 1976 w Montrealu. Wziął udział wyłącznie w biegu na 1500 m. W eliminacjach uzyskał wynik 4:23,41, który był wyraźnie najsłabszym rezultatem wśród 42 sklasyfikowanych zawodników – do zwycięzcy eliminacji stracił ponad 46 sekund, zaś do przedostatniego zawodnika prawie 11 sekund.
Rekord życiowy w biegu na 1500 m – 4:23,41 (1976).